# Гунько Андрій Степанович
Андрій Степанович Гунько́ (нар. 12 листопада 1927, Краснокутський район — пом. 2 червня 1986, Харків) — український радянський самодіяльний живописець.

## Творчість
Автор картин:
- «Червоне козацтво» (1972, полотно, олія);
- «Полудень» (1975, полотно, олія);
- «Жнива» (1976);
- «Кольорові квіти» (1976);
- «Бузок» (1976);
- «Переправа» (1977);
- «Ковпак на марші» (1979);
- «Тривожна молодість» (1980);
- «Свято врожаю» (1981);
- «Перший трактор у Казахстані» (1973);
- «Свято першого покосу» (1979);
- «Півонії» (1979);
- «Український мільярд» (1982);
- «Пасіка» (1984, полотно, олія);

портрети
- «Студентка» (1973);
- «Дочка» (1973);
- «Син» (1973);
- «Є. Кизим» (1973);

Брав участь у республіканських та всесоюзних виставках народного мистецтва. 
Окремі полотна зберігаються в Музеї народного мистецтва Слобожанщини у Харкові.

## Відзнаки
- Заслужений майстер народної творчості УРСР з 1983 року;
- Лауреат 1-го Всесоюзного фестивалю самодіяльної художньої творчості;
- Золота медаль та диплом І ступеня республіканського оргкомітету за картину «Червоне козацтво».